# Hans Marchwitza
Œuvres principales
- Sturm auf Essen (1930)
- Die Kumiaks (1934)

Hans Marchwitza, né le 25 juin 1890 à Piekary Śląskie (Silésie) et mort le 17 janvier 1965 à Potsdam-Babelsberg, est un écrivain allemand.

## Biographie
Hans Marchwitza est le fils de Thomas Marchwitza, mineur, et de son épouse Thekla Maxisch. À 14 ans, il travaille également dans la mine. En 1910, il se fait embaucher comme mineur dans la Ruhr.
Il participe à la Première Guerre mondiale de 1915 à 1918, puis intègre la force armée du conseil des soldats.
En 1919, il adhère au Parti social-démocrate indépendant d'Allemagne (USPD). L'année suivante, il se bat au sein de l'Armée rouge de la Ruhr contre le putsch de Kapp, les corps francs et la Reichswehr. La même année, il s'inscrit au Parti communiste d'Allemagne (KPD). Alors que la France occupe la Ruhr, il montre une résistance farouche.
Il est licencié en 1924 pour participation à une grève et reste longtemps privé d'emploi. Bien que sans formation littéraire, il devient correspondant ouvrier au Ruhr-Echo et, plus tard, à Die Rote Fahne. Il est actif au sein de l'Association des écrivains prolétariens révolutionnaires, dont il dirige le groupe à Essen.
En 1929, il se rend avec Johannes R. Becher, Kurt Kläber, Erich Weinert et Ludwig Renn en Union soviétique. En 1930, il publie son premier ouvrage Sturm auf Essen qui revient sur ses années de combat dans la Ruhr et le rend immédiatement célèbre dans les milieux de gauche.
Lorsque les nazis prennent le pouvoir en 1933, il fuit en Suisse mais en est expulsé. En 1935, il devient responsable du KPD dans la Sarre, alors occupée par les Français, puis sert comme officier durant la guerre d'Espagne. Lorsqu'il quitte l'Espagne en 1938, il est arrêté à la frontière française et interné. En 1941, il parvient à aller aux États-Unis où il est de nouveau interné à New York puis travaille comme ouvrier dans le bâtiment.
Il revient en Allemagne en 1946, d'abord à Stuttgart, puis l'année suivante à Potsdam-Babelsberg en zone d'occupation soviétique. En 1950, il est membre fondateur de l'Académie des arts de la RDA et reçoit le Prix national de la République démocratique allemande. La même année, il est nommé attaché culturel à Prague. Pour ses 70 ans, il reçoit l'ordre de Karl-Marx et est fait docteur honoris causa de l'université Humboldt de Berlin.

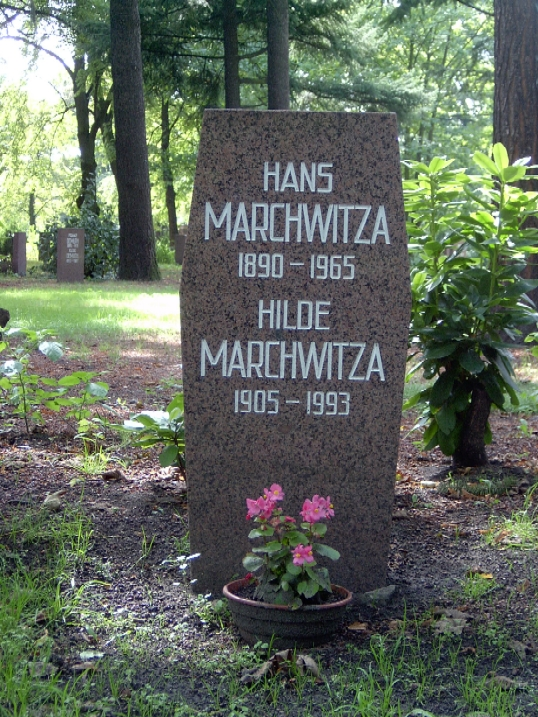
Tombe de Hans Marchwitza au cimetière central de Berlin-Friedrichsfelde.

Hans Marchwitza meurt le 17 janvier 1965 à Potsdam-Babelsberg à l'âge de 74 ans. Son urne est inhumée au Mémorial des Socialistes du cimetière central de Berlin-Friedrichsfelde.
À partir de 1968, et tous les trois ans, l'Académie des arts de la RDA remet le prix Hans-Marchwitza.

## Œuvre
Sa trilogie d'inspiration autobiographique Die Kumiaks (1934, 1952, 1959) et son autobiographie Meine Jugend (1947) décrivent la vie des familles de la classe ouvrière allemande en Silésie et dans la région de la Ruhr.
- Sturm auf Essen, roman (1930)
- Walzwerk, roman (1932)
- Die Kumiaks, roman (1934)
- Meine Jugend (1947)
- In Frankreich (1949)
- Unter uns, nouvelles (1950)
- Die Heimkehr der Kumiaks, roman (1952)
- Roheisen, roman (1955)
- Die Kumiaks und ihre Kinder, roman (1959)
- In Amerika, roman (1961)
- Gedichte, poésie (1965)
- In Frankreich - In Amerika (1971)